# Михелца
Михелца (словен. Mihelca) — поселення в общині Шмартно-при-Літії, Осреднєсловенський регіон, Словенія. 
Висота над рівнем моря: 439,3 м.